# Lachlan Sharp
Lachlan Thomas Sharp (* 2. Juli 1997 in Lithgow, New South Wales) ist ein australischer Hockeyspieler, der mit der australischen Hockeynationalmannschaft 2021 Olympiazweiter wurde.

## Sportliche Karriere
Der Mittelfeldspieler debütierte Ende 2017 in der Nationalmannschaft. Er absolvierte bis August 2024 107 Länderspiele, in denen er 21 Tore erzielte.
2018 wurde er nach einer Verletzung gerade rechtzeitig für die in Australien ausgetragenen Commonwealth Games 2018 wieder fit. Im Finale besiegten die Australier die neuseeländische Mannschaft mit 2:0. Bei den Olympischen Spielen in Tokio gewannen die Australier ihre Vorrundengruppe und entschieden im Viertelfinale das Penaltyschießen gegen die Niederländer für sich. Nach einem Halbfinalsieg über die deutsche Mannschaft unterlagen die Australier im Finale den Belgiern im Penaltyschießen, nachdem es zum Ende der regulären Spielzeit 1:1 gestanden hatte.
Bei der Weltmeisterschaft 2023 in Bhubaneswar gewannen die Australier im Viertelfinale gegen die spanische Mannschaft und verloren im Halbfinale gegen die Deutschen. Das Spiel um Bronze entschieden die Niederländer mit 3:1 für sich. Sharp war in allen Spielen dabei. Bei den Olympischen Spielen 2024 in Paris schieden die Australier im Viertelfinale gegen die Niederländer aus. Sharp wirkte in allen sechs Spielen mit.